# Эстель, герцогиня Эстергётландская
Её Королевское Высочество Эстель Сильвия Ева Мэри, принцесса Швеции, герцогиня Эстергётландская (швед. Estelle Silvia Ewa Mary, prinsessa av Sverige, hertiginna av Östergötland, родилась 23 февраля 2012, Сольна, Стокгольм) — первый ребёнок наследницы шведского престола кронпринцессы Виктории и её супруга, Даниэля Вестлинга, герцога Вестергётландского.

## Биография
Принцесса появилась на свет в 4:26 в столичной Каролинской больнице. Вскоре после рождения девочки отец принцессы, принц Даниэль, дал прямо в больнице пресс-конференцию, где сказал, что рост новорождённой — 51 сантиметр, вес — 3 кг 280 г.
В коммюнике королевского двора риксмаршал королевства Сванте Линдквист объявил, что мать и новорождённая чувствуют себя хорошо. В тот же день они были выписаны из больницы и прибыли домой.
Имя и титул принцессы Эстель объявил её дед, король Карл XVI Густав, на заседании совета министров 24 февраля, после чего во дворце был отслужен благодарственный молебен Te Deum. Имя Эстель раньше один раз встречалось в семье Бернадотов — так звали Эстель Бернадот (урождённую Мэнвилл), супругу крёстного отца Карла XVI графа Фольке Бернадота, известного общественного деятеля. Имена Сильвия и Ева даны по бабушкам принцессы — королеве Сильвии Зоммерлат и матери принца Даниэля.
В силу закона о равной примогенитуре, действующего в Швеции с 1980 года, Эстель является второй в порядке наследования шведского престола после своей матери; за ней следует её брат, принц Оскар. В порядке наследования британского престола принцесса Эстель, как потомок Софии Ганноверской, занимает место в третьей сотне.
22 мая 2012 года принцесса Эстель была крещена в часовне Королевского дворца Стокгольма. Крестными родителями девочки стали её дядя по материнской линии принц Карл-Филипп, тетя по отцовской линии Анна Вестлинг, принц Оранский Виллем-Александр (с 2013 года король Нидерландов), кронпринцесса Дании Мэри (с 14 февраля 2024 года королева-консорт Дании) и кронпринц Норвегии Хокон.
Принцесса Эстель начала посещать школу Кампус Манила с августа 2018 года.